# Dopravní podnik měst Chomutova a Jirkova
Dopravní podnik měst Chomutova a Jirkova (DPMCHJ) – spółka akcyjna będąca operatorem miejskiego transportu publicznego w Chomutovie i Jirkovie. Przedsiębiorstwo powstało 25 marca 1996 r., jego siedziba znajduje się przy ulicy Školní 999/6 w Chomutovie. Większość akcji należy do miasta Chomutov (84,15%), a pozostała część do miasta Jirkov (15,85%).
W 2019 r. DPMCHJ obsługiwał 15 linii autobusowych o całkowitej długości 139 km i 6 linii trolejbusowych o całkowitej długości 61 km. Według stanu z 2019 r. DPMCHJ dysponował 635 trolejbusami i 1191 autobusami, które w ciągu roku przewiozły 8 556 pasażerów.

## Struktura organizacyjna
Stan z 12 sierpnia 2020 r.

### Rada dyrektorów
- Przewodniczący: Jaroslav Komínek
- Członkowie: Darina Kováčová, Martin Šoma

### Rada nadzorcza
- Przewodniczący: Zdeněk Drozda
- Członkowie: Karel Lipmann, Petra Matlachová Koníčková, Jiří Šruma, Zdeněk Zálešák